# Charles A. Doswell III
Charles A. Doswell III, né le 5 novembre 1945 à Elmhurst (Illinois) et mort le 18 janvier 2025 à Norman (Oklahoma),,,, est un météorologue américain spécialisé dans l'étude des orages et dont les nombreux articles scientifiques font autorité,.
Doswell, avec Leslie R. Lemon, est l'un des plus importants contributeurs à l'explication de la structure et du comportement des orages supercellulaires décrits en premier lieu par Keith Browning. Il est un chasseur d'orages passionné et aide à développer des techniques de prévision des orages violents.

## Biographie
Charles A. Doswell III, plus connu comme Chuck Doswell, est né à Elmhurst (Illinois). Il termine l'école secondaire Willowbrook dans la ville voisine de Villa Park au printemps 1963, puis étudie la météorologie à l'université du Wisconsin à Madison. Les deux dernières années de son baccalauréat, il travaille l'été au bureau local du service météorologique des États-Unis. Après avoir obtenu son diplôme en 1967, il décroche un emploi d'été comme apprenti-météorologue au bureau National Severe Storms Forecast Center (NSSFC) (l'ancêtre du Storm Prediction Center et du National Severe Storms Laboratory (NSSL)) de Kansas City, Missouri tout en poursuivant ses études de Maîtrise à l'Université d'Oklahoma le reste du temps.
Doswell doit interrompre ses études après avoir obtenu son diplôme en 1969 pour aller faire son service militaire. Il est envoyé durant onze mois au Vietnam comme commis aux communications, puis il revint aux États-Unis où il est assigné au laboratoire de sciences atmosphériques de la base de missiles de White Sands au Nouveau-Mexique. Il y travaille à  la modélisation du brouillard.
Après sa démobilisation en février 1972, Dowswell retourne pour un Doctorat à l'université de l'Oklahoma et le décroche en 1976,. C'est là qu'il s’intéresse à la poursuite d'orages avec un groupe d'étudiants de l'université et de chercheurs du NSSL. Il est ensuite engagé comme chercheur au NSSFC dans la nouvelle unité de développement des techniques de prévision des orages violents (devenue ensuite le Storm Prediction Center). Six ans plus tard, il est transféré à l’Environmental Research Laboratories Weather Research Program de Boulder (Colorado), puis en 1986 à NSSL, déménagé à Norman (Oklahoma). 
En janvier 2001, Chuck Doswell a pris sa retraite de la fonction publique des États-Unis. Il se joint alors au centre de recherche Cooperative Institute for Mesoscale Meteorological Studies (CIMMS) comme chercheur senior et devint  aussi enseignant à l'université de l'Oklahoma, à mi-temps. Il a pris sa retraite de ces postes après 2015,. Il est cependant  le co-auteur d'un article scientifique en 2018. Il a également fondé en 2001 un bureau de météorologie-conseil (Doswell Scientific Consulting).
Charles A. Doswell III est décédé à Norman (Oklahoma) le 18 janvier 2025 à l'âge de 79 ans. Une cérémonie commémorative s'est tenue au National Weather Center de Norman.

## Chasseur d’orages
Charles Doswell a commencé la chasse aux orages dès l'université. Il est cependant un des premiers à le faire pour la recherche scientifique en même temps que pour le plaisir. Il fut le chercheur en chef de la première expérience Vortex en 1994-1995 et a publié plus de 100 articles et contribué à de nombreux livres sur la structure des orages. Il fut un des éditeurs du livre Severe Convective Storms de l'American Meteorological Society. 

## Récompenses
Quelques-uns des prix et médailles que Charles Doswell a obtenus :
- Médaille d'argent du département du Commerce des États-Unis pour service méritoire associé à sa publication d'un guide opérationnel de recherche en opérations ;
- Médaille de l'Éditeur de l'American Meteorological Society en janvier 1994 ;
- Médaille d'or du département du Commerce des États-Unis en octobre 1995 pour son travail sur l'interprétation des données de radar météorologique au NSSL ;
- Médaille d'or Antonín Strnad de l'Institut hydrométéorologique de la République tchèque en août 2002 pour sa collaboration avec le service national pour le développement de la recherche en orages violents ;
- Médaille Sergey Soloviev de l'Union européenne des géosciences en 2004 en reconnaissance de ses contributions à la prévision des orages violents et des inondations ;
- Médaille Nikolai Dotzek Award du laboratoire européen sur les orages violents en juin 2013 pour l'ensemble de son œuvre.

## Autres intérêts
Charles A. Doswell est un photographe semi-professionnel ayant une prédilection pour les images prises lors de ses chasses. Il a animé un programme de musique Blues à la radio et co-animé un autre programme sur les orages violents sur le site de radio internet ShockNet.